# Lista de lagos da Suíça

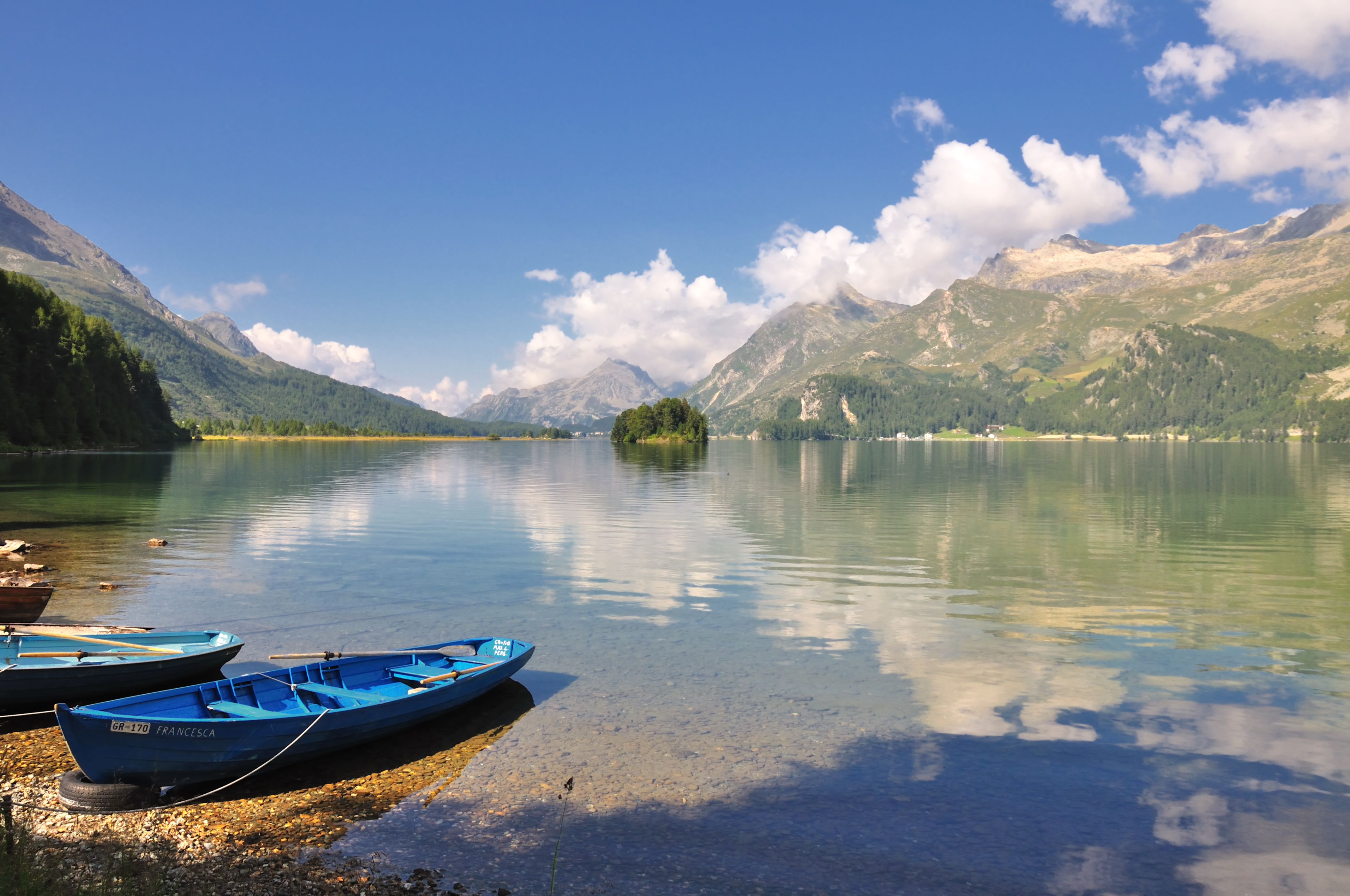
Lago Sils.

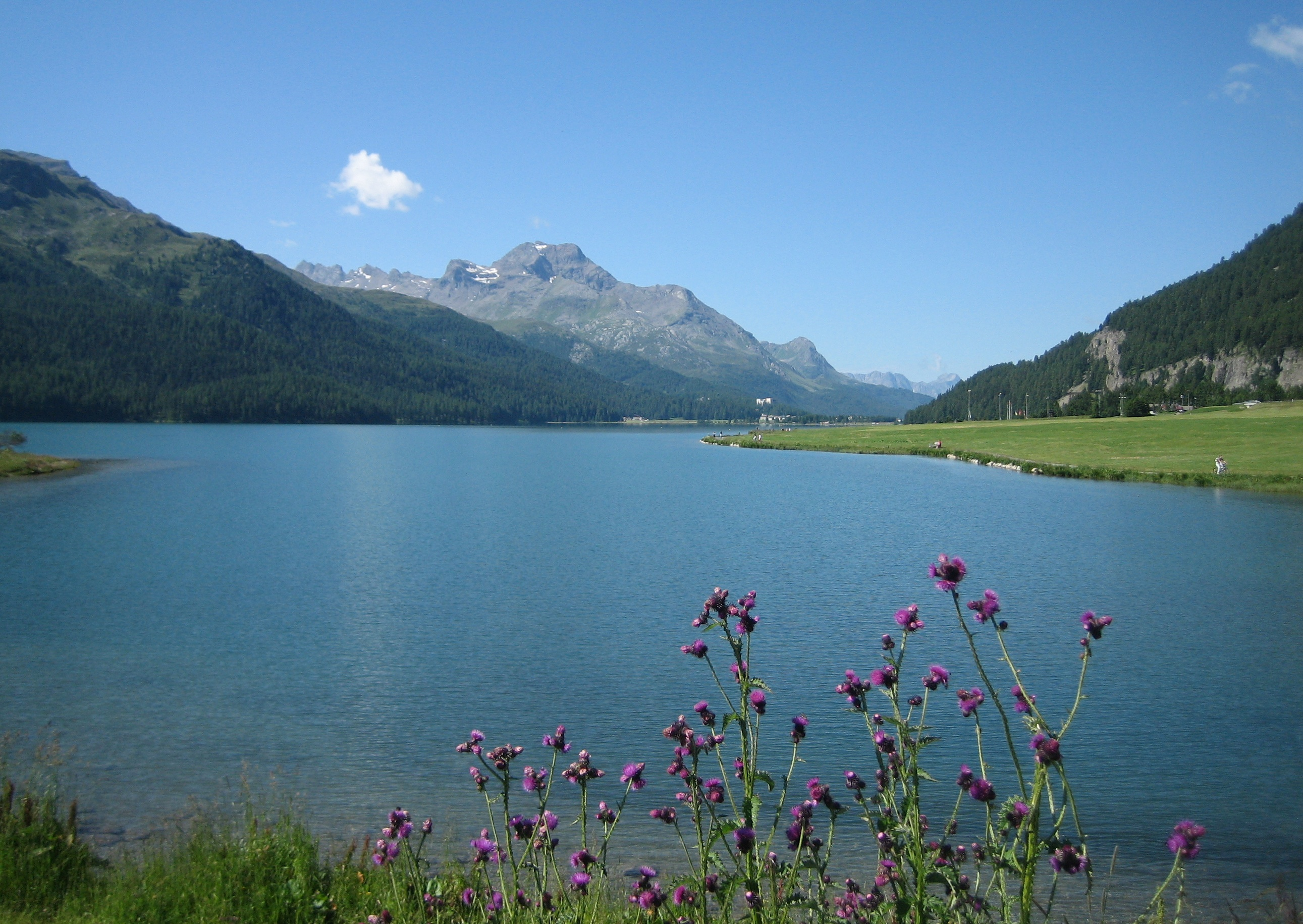
Lago Silvaplana.

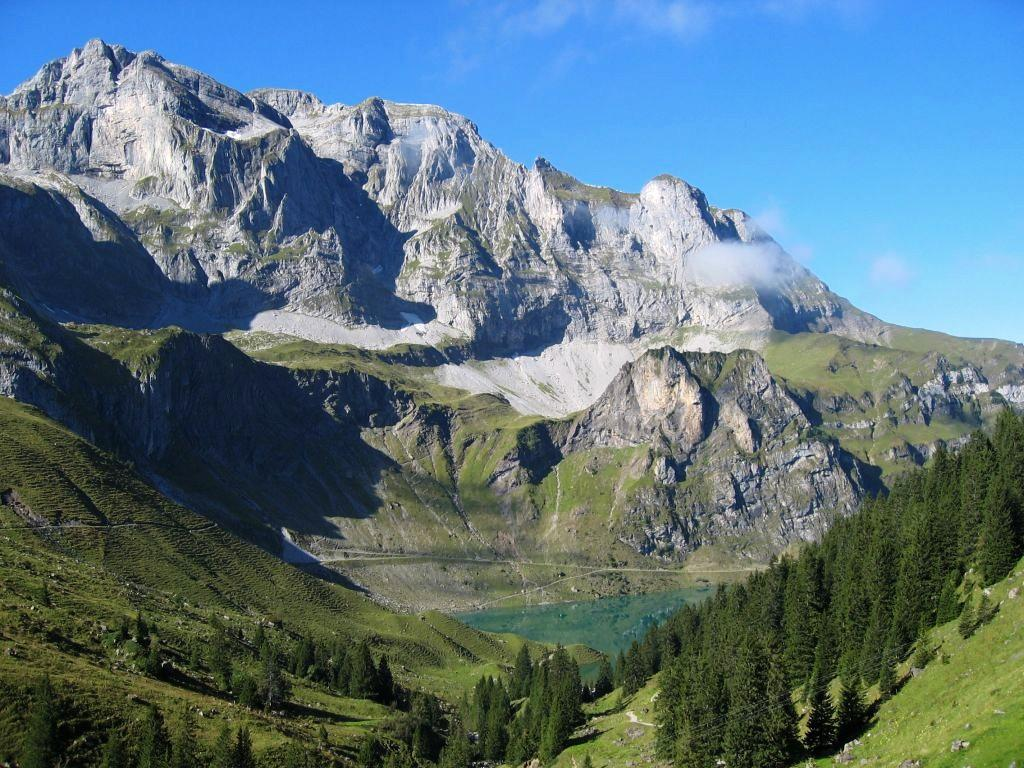
Lago Bannalpsee.

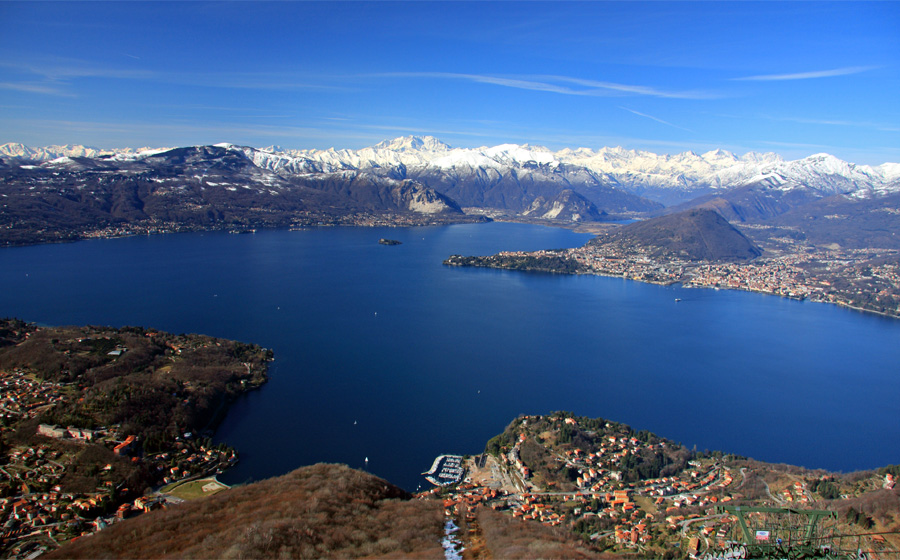
Lago Maggiore

Lista de lagos da Suíça com mais de 20 km2:
| Lago                                           | Superfície km² |
| ---------------------------------------------- | -------------- |
| Lago Lemano ou Léman                           | 581,3          |
| Lago de Constança - Bodensee                   | 541,1          |
| Lago de Neuchâtel                              | 218,3          |
| Lago Maggiore                                  | 212,3          |
| Lago dos Quatro Cantões Lac des Quatre Cantons | 113,7          |
| Lago de Zurique - Zürichsee                    | 90,1           |
| Lago de Lugano                                 | 48,7           |
| Lago de Thun - Thunersee                       | 48,4           |
| Lago de Bienna - Bielersee                     | 39,6           |
| Lago de Zug - Zugersee                         | 38,3           |
| Lago de Brienz                                 | 29,8           |
| Lago Walen - Walensee                          | 24,1           |
| Lago de Morat - Murtensee                      | 23,0           |

Lista com possibilidade de ordenamento/classificação
| Nome do Lago (também conhecido como:)          | Km2       |
| ---------------------------------------------- | --------- |
| Lago Lemano ou Léman                           | 581,3 km² |
| Lago de Constança - Bodensee                   | 541,1 km² |
| Lago de Neuchâtel                              | 218,3 km² |
| Lago Maggiore                                  | 212,3 km² |
| Lago dos Quatro Cantões Lac des Quatre Cantons | 113,7 km² |
| Lago de Zurique - Zürichsee                    | 90,1 km²  |
| Lago de Lugano                                 | 48,7 km²  |
| Lago de Thun - Thunersee                       | 48,4 km²  |
| Lago de Bienna - Bielersee                     | 39,6 km²  |
| Lago de Zug - Zugersee                         | 38,3 km²  |
| Lago de Brienz                                 | 29,8 km²  |
| Lago Walen - Walensee                          | 24,1 km²  |
| Lago de Morat - Murtensee                      | 23,0 km²  |
| Lago Baldegg - Baldeggersee                    |           |
| Lago de La Gruyère                             |           |
| Lago Hallwil - Hallwilersee                    |           |
| Lago Sarner - Sarnersee                        |           |
| Lago Sempach - Sempachersee                    |           |
| Lago Lauerz - Lauerzersee                      |           |
| Lago Thun                                      |           |
| Lago Joux                                      |           |
| Lago Brenet                                    |           |
| Lago Greifensee                                |           |
| Lago Walen                                     |           |
| Lago Baldegg                                   |           |
| Lago de La Gruyère                             |           |
| Lago Hallwil                                   |           |
| Lago Sarnen                                    |           |
| Lago Sempach                                   |           |
| Lago Lauerz                                    |           |
| Lago Sihlsee                                   |           |
| Lago de Livigno                                |           |
| Lago Schiffenensee                             |           |
| Lago Wägitalersee                              |           |
| Lago de Lei                                    |           |
| Lago Sils                                      |           |
| Lago da Barragem Dixence                       |           |
| Lago Wohlen                                    |           |
| Lago Pfäffikersee                              |           |
| Lago Klöntalersee                              |           |
| Lago de Emosson                                |           |
| Lago Silvaplana                                |           |
| Lago Lauerz                                    |           |
| Lago Grimselsee                                |           |
| Lago Lungerersee                               |           |
| Lago de Mauvoisin                              |           |
| Lago de Poschiavo                              |           |
| Lago Santa Maria                               |           |
| Lago Mattmarksee                               |           |
| Lago Vogorno                                   |           |
| Lago Salanfe                                   |           |
| Lago Zervreilasee                              |           |
| Lago Hongrin                                   |           |
| Lago Branco                                    |           |
| Lago Ritom                                     |           |
| Lago Oberaarsee                                |           |
| Lago de Marmorera                              |           |
| Lago de Moiry                                  |           |
| Lago Limmernsee                                |           |
| Lago Göscheneralpsee                           |           |
| Lago Luzzone                                   |           |
| Lago Klingnauer Stausee                        |           |
| Lago Albigna                                   |           |
| Lago Oeschinen                                 |           |
| Lago Sambuco                                   |           |
| Lago Alplersee                                 |           |
| Lago de Alzasca                                |           |
| Lago Amsoldingersee                            |           |
| Lago Arnensee                                  |           |
| Lago Arnisee                                   |           |
| Lago Audannes                                  |           |
| Lago Autannes                                  |           |
| Lago Bachalpsee                                |           |
| Lago Bannalpsee                                |           |
| Lago Baslerweiher                              |           |
| Lago Bellacher Weiher                          |           |
| Lago Bettenauer Weiher                         |           |
| Lago Bettmersee                                |           |
| Lago Bichelsee                                 |           |
| Lago Blausee                                   |           |
| Lago Bommer Weiher                             |           |
| Lago Bonfol                                    |           |
| Lago Bonigersee                                |           |
| Lago Brenets                                   |           |
| Lago Bret                                      |           |
| Lago Bristensee                                |           |
| Lago Burgäschisee                              |           |
| Lago Burgseeli                                 |           |
| Lago Cadagno                                   |           |
| Lago Cama                                      |           |
| Lago Canovasee                                 |           |
| Lago Caumasee                                  |           |
| Lago de Cavagnöö                               |           |
| Lago de Cavloc                                 |           |
| Lago de Chésery                                |           |
| Lago de Champex                                |           |
| Lago Chapfensee                                |           |
| Lago de Chavonnes                              |           |
| Lago de Chermignon                             |           |
| Lago Chüebodensee                              |           |
| Lago de Cleuson                                |           |
| Lago Coffy                                     |           |
| Lago Crestasee                                 |           |
| Lago Cristallina                               |           |
| Lago Crosa                                     |           |
| Lago da Curnera                                |           |
| Lago Daubensee                                 |           |
| Lago Davos                                     |           |
| Lago de Derborence                             |           |
| Lago Distelsee                                 |           |
| Lago Dittligsee                                |           |
| Lago Egelsee (Aargau)                          |           |
| Lago Egelsee (Berna)                           |           |
| Lago Egelsee (Bubikon)                         |           |
| Lago Engstlensee                               |           |
| Lago Fälensee                                  |           |
| Lago Stausee Ferden                            |           |
| Lago Flachsee                                  |           |
| Lago de Fully                                  |           |
| Lago Garichtisee                               |           |
| Lago Gebidumsee                                |           |
| Lago Geisspfadsee                              |           |
| Lago Geistsee                                  |           |
| Lago Gelmersee                                 |           |
| Lago de Géronde                                |           |
| Lago Gerzensee                                 |           |
| Lago Stausee Gibidum                           |           |
| Lago Gigerwaldsee                              |           |
| Lago Glattalpsee                               |           |
| Lago Golzernsee                                |           |
| Lago Grenon                                    |           |
| Lago Griessee                                  |           |
| Lago Laaxersee                                 |           |
| Lago de Gruère                                 |           |
| Lago Gübsensee                                 |           |
| Lago Hagelseeli                                |           |
| Lago Hahnensee                                 |           |
| Lago Hasensee                                  |           |
| Lago Heidsee                                   |           |
| Lago Hinterburgsee                             |           |
| Lago Hinterstockensee                          |           |
| Lago Husemersee                                |           |
| Lago Hüttnersee                                |           |
| Lago Hüttwilersee                              |           |
| Lago de Icogne                                 |           |
| Lago Iffigsee                                  |           |
| Lago Illsee                                    |           |
| Lago Inkwilersee                               |           |
| Lago de Isola                                  |           |
| Lago Katzensee                                 |           |
| Lago Lauenensee                                |           |
| Lago Laaxersee                                 |           |
| Lago Lämmerensee                               |           |
| Lago de Lessoc                                 |           |
| Lago Lioson                                    |           |
| Lago Lobsigensee                               |           |
| Lago de Lona                                   |           |
| Lago de Louvie                                 |           |
| Lago de Lovenex                                |           |
| Lago de Lucendro                               |           |
| Lago Lunghin                                   |           |
| Lago de Lussy                                  |           |
| Lago Lützelsee                                 |           |
| Lago de Malvaglia                              |           |
| Lago Stausee Mapragg                           |           |
| Lago Märjelensee                               |           |
| Lago Mattenalpsee                              |           |
| Lago Mauensee                                  |           |
| Lago Melchsee                                  |           |
| Lago Mettmenhaslisee                           |           |
| Lago do Mont d'Orge                            |           |
| Lago de Montbovon                              |           |
| Lago de Montsalvens                            |           |
| Lago de Montoie                                |           |
| Lago Moossee                                   |           |
| Lago Morgetshofsee                             |           |
| Lago de Morghirolo                             |           |
| Lago de Morgins                                |           |
| Lago de Moron                                  |           |
| Lago de Moubra                                 |           |
| Lago Oberer Murgsee                            |           |
| Lago Murgseen                                  |           |
| Lago Muttsee                                   |           |
| Lago de Muzzano                                |           |
| Lago de Nalps                                  |           |
| Lago de Narèt                                  |           |
| Lago Nero                                      |           |
| Lago Niederriedsee                             |           |
| Lago Nussbaumersee                             |           |
| Lago Oberalpsee                                |           |
| Lago Oberblegisee                              |           |
| Lago Obersee (Arosa)                           |           |
| Lago Obersee (Glarus)                          |           |
| Lago Oberstockensee                            |           |
| Lago de Origlio                                |           |
| Lago de Ova Spin                               |           |
| Lago de Palagnedra                             |           |
| Lago de Palpuogna                              |           |
| Lago Palü                                      |           |
| Lago de Pérolles                               |           |
| Lago de Pigniu                                 |           |
| Lago Pizolseen                                 |           |
| Lago Räterichsbodensee                         |           |
| Lago Retico                                    |           |
| Lago Riffelsee                                 |           |
| Lago de Rims                                   |           |
| Lago de Robièi                                 |           |
| Lago Rotsee                                    |           |
| Lago Sägistalsee                               |           |
| Lago subterrâneo de Saint-Léonard              |           |
| Lago Sämtisersee                               |           |
| Lago de Sanetsch                               |           |
| Lago de Saoseo                                 |           |
| Lago de Sauvabelin                             |           |
| Lago Schwarzsee                                |           |
| Lago Schwarzsee - Blatten                      |           |
| Lago Schwarzsee - Oberems                      |           |
| Lago Schwarzsee - Pizol                        |           |
| Lago Schwarzsee - Zermatt                      |           |
| Lago Seealpsee                                 |           |
| Lago Seebergsee                                |           |
| Lago Seewlisee                                 |           |
| Lago de Seedorf                                |           |
| Lago Seeli                                     |           |
| Lago Seeweidsee                                |           |
| Lago de Sella                                  |           |
| Lago de Sénin                                  |           |
| Lago Sfundau                                   |           |
| Lago Soppensee                                 |           |
| Lago Spaneggsee                                |           |
| Lago Spilauersee                               |           |
| Lago de São Moritz                             |           |
| Lago de Staz                                   |           |
| Lago Steinibühlweiher                          |           |
| Lago Steinsee                                  |           |
| Lago Sternenweiher                             |           |
| Lago Sufnersee                                 |           |
| Lago de Taillères                              |           |
| Lago Talalpsee                                 |           |
| Lago de Taney                                  |           |
| Lago Tannensee                                 |           |
| Lago de Tarasp                                 |           |
| Lago Ter                                       |           |
| Lago Teufenbachweiher                          |           |
| Lago de Tom                                    |           |
| Lago Tomasee                                   |           |
| Lago Totensee                                  |           |
| Lago de Toules                                 |           |
| Lago Tremorgio                                 |           |
| Lago do Passo de Montanha Trente               |           |
| Lago Triebtenseewli                            |           |
| Lago Trübtensee                                |           |
| Lago Trübsee                                   |           |
| Lago Trützisee                                 |           |
| Lago Tschawinersee                             |           |
| Lago de Tscheppa                               |           |
| Lago Tschingelsee                              |           |
| Lago de Tseuzier                               |           |
| Lago Türlersee                                 |           |
| Lago Tuetenseeli                               |           |
| Lago Uebeschisee                               |           |
| Lago de Vadret                                 |           |
| Lago de Val Viola                              |           |
| Lago de Vaux                                   |           |
| Lago de Vernex                                 |           |
| Lago Verde                                     |           |
| Lago de Vieux Emosson                          |           |
| Lago Voralpsee                                 |           |
| Lago de Werdenberg                             |           |
| Lago Wichelsee                                 |           |
| Lago Wilersee                                  |           |
| Lago de Zött                                   |           |